# Jastrzębie (województwo mazowieckie)
Jastrzębie – wieś sołecka w Polsce położona w województwie mazowieckim, w powiecie piaseczyńskim, w gminie Piaseczno.

## Podział administracyjny
W latach 1975–1998 miejscowość administracyjnie należała do województwa warszawskiego.

## Położenie
Jastrzębie jest położone w południowej części województwa mazowieckiego, 22,1 km od centrum Warszawy.

## Demografia
Wieś Jastrzębie liczy 549 mieszkańców, w tym 547 osób zameldowanych na pobyt stały i 2 osoby zameldowane na pobyt czasowy, co stanowi 0,68% mieszkańców gminy piaseczno.

## Historia
Nazwa wsi „Jastrzębie” wzięła się od nazwy ptaka (jastrzębia). Wieś istniała już w XV w. – początkowo była związana z dworem książęcym w Chylicach i nosiła nazwę „Jastrzębia” lub „Jastrzębia Wola”. 
Po włączeniu Mazowsza do Królestwa Polskiego, Jastrzębie położone było w ziemi czerskiej, w powiecie (sądowym) czerskim, w parafii Jazgarzewo. Po potopie szwedzkim do końca XVIII w. we wsi nie było osadników. W okresie Księstwa Warszawskiego Jastrzębie przynależało do gminy Żabieniec, do dóbr ziemskich Wilanów. Od 1973 r. wieś leży w gminie Piaseczno.